# Refuge Fanes
Le refuge Fanes (en allemand : Fanes-Hütte ; en ladin Ütia de Fanes ; en italien : rifugio Fanes) est situé dans le parc naturel Fanes - Sennes et Braies, dans le Tyrol du Sud, à 2 060 m, dans l'Alpe di Pices Fanes, le long de l'ancienne route militaire qui relie le refuge Pederü à Cortina d'Ampezzo. Le refuge est situé dans la zone municipale de San Vigilio di Marebbe.

## Histoire
Immédiatement après la fin de la Première Guerre mondiale, les premières voitures ont commencé à entrer dans la haute vallée de Marebbe, augmentant ainsi le nombre de touristes. Ce n’est qu’en 1928 que le refuge a été construit, grâce aux frères Fritz, Rudi et Alfred Mutschlechner, qui ont réussi à mener à bien cette entreprise difficile. Pendant les premières années, le refuge était une dépendance de l’hôtel Posta, appartenant à la même famille ; plus tard, son frère Alfred décida de prendre la cabane seule et l’agrandit pour la première fois en 1938. Après la Seconde Guerre mondiale, Alfred acheta une Jeep aux Américains et un triporteur, parvenant à simplifier l'approvisionnement du refuge. Plus tard, il équipa le refuge d'une unité de commande électrique alimentée par l'eau du ruisseau.
En 1978, Alfred décide de céder la direction à son fils Max. En 1996, il y a eu une nouvelle restructuration de l'abri, avec l'ajout de panneaux à énergie solaire.

## Caractéristiques
Le refuge est ouvert en été, du début juin à la mi-octobre, et en hiver, de la mi-décembre à la mi-avril.
À côté du refuge Fanes se trouve le refuge Lavarella, à seulement 500 m à l'ouest.

## Accès
Le refuge Fanes est facilement accessible depuis le refuge Pederu (1 548 m), via le chemin no 7, ou par des moyens autorisés via une piste, parallèle au chemin. Finalement, les clients du refuge se voient proposer un transport en Jeep ou en motoneige pour l'atteindre.
Les autres voies d’accès possibles sont à partir de la Capanna Alpina, du col de Falzarego ou de la localité de Fiammes près de Cortina d'Ampezzo.